# Chonburi
13°21′40″N 100°59′6″Ø / 13.36111°N 100.98500°Ø
Chonburi (ชลบุรี) er hovedstaden i provinsen Chonburi i det østlige Thailand. Befolkningstallet var i 2006 på 180.000.
Byen ligger 100 km sydøst for Bangkok. Chonburi betyder vandbyen. Det er en kystby og ligger i den østlige del af Bangkokbugten som ligger i den nordlige del af Siambugten